# Кашун
Кашун је мали дрвени ормарић, сачињен од летава. Само су дно, задња и горња страна, као и полице од дасака. Празан простор бочних страна и врата је покривен мрежом против инсеката. Смешта се у просторије где је лети нижа температура, нпр. подрум, а служи за чување хране од инсеката. Предност му је и то што ваздух циркулише кроз њега. Термин „кашун“ је одомаћен у Војводини.